# Gymnostachyum ridleyi
Gymnostachyum ridleyi är en akantusväxtart som beskrevs av C. B. Cl.. Gymnostachyum ridleyi ingår i släktet Gymnostachyum och familjen akantusväxter. Inga underarter finns listade i Catalogue of Life.